# Asboth Oszkár (aviatikus)
Asboth Oszkár, teljes nevén: Asboth Oszkár Dezső Vilmos (Pankota, 1891. március 31. – Budapest, 1960. február 27.) magyar aviatikus, gyárigazgató.

## Fiatalsága
Az Osztrák-Magyar Monarchiában az Arad megyei Pankotán született Asboth Gyula erdőgondnok és Horváth Terézia fiaként. Aradon végezte gimnáziumi tanulmányait. Családja az 1848–49-es forradalom és szabadságharcból ismert Asbóth Lajos családjától származott. Már fiatal korában elkezdett érdeklődni a főként Franciaországból egyre gyakrabban érkező repülési hírek iránt. Hosszabb tanulmányutat tett 1911–12-ben a bécsújhelyi és 1913-ban a San Stefanó-i (ma Atatürk nemzetközi repülőtér) repülőtereken. Tanulmányai végeztével 1909 és 1913 között Aradon, Szabadkán, majd Bécsújhelyen repülőgép-építéssel foglalkozott. Pilóta nélküli repülő motorkerékpár-vontatású kísérleti repülőgép-sárkányszerkezetet épített, mellyel több sikeres repülést hajtott végre.
1918. június 10-én Budapesten, a Józsefvárosban házasságot kötött a nála hét évvel fiatalabb Geyer Hedviggel, Geyer Ottó és Rudolf Terézia lányával.

## Munkássága
Kezdeti szárnybontogatása után sikerei a bécsi katonai parancsnokság figyelmét is felkeltették. Ezért az első világháború alatt a Császári és Királyi Légierő fischamendi kísérleti telepére került, ahol 1916. elejéig gépészként dolgozott, utána pedig a Légcsavar Kísérleti Intézetet vezette Budapesten. Néhány év alatt több mint 1000 légcsavart tervezett, készített és szabadalmaztatott. Petróczy István ezredes javaslatára 1916-tól tervbe vették, hogy az ellenség megfigyelésére használatos léggömböket függőleges tengely körül forgó emelőlégcsavarokkal ellátott repülő alkalmatosságokkal váltsák fel. Asboth nagy szerencséjére a fischamendi kísérleti intézetében kezdték meg az ehhez szükséges légcsavarok gyártását és a majdani repülő eszköz kifejlesztését. Kármán professzor vezette a tervezést, Zsurovecz mérnök a kivitelezést. Az első magyar katonai pilóta Petróczy ezredessel kiegészült trió nevének kezdőbetűiből kapta a tervezett típus a PKZ jelölést. A szerkezet működéséhez nélkülözhetetlen rotor, emelőlégcsavar megtervezése és elkészítése Asboth feladata volt.

### Repülő modellek
A PKZ–1 fejlesztése 1917-ben kezdődött és 1918-ra elkészült az első repülőképes villanymotorral üzemeltetett modell. A repülőgép 76184 lajstromszámon kapott szabadalmi oltalmat. Tömege 650 kg volt, egy 190 LE-s Austro-Daimler villanymotor biztosította a felemelkedését, melynek 195 kW-os teljesítményszükségletét közvetlen földi kábeles összeköttetéssel oldották meg. A négy sikeres emelkedést 1918 márciusában hajtották végre, azonban a kísérletek folytatását a motor leégése miatt felfüggesztették. 

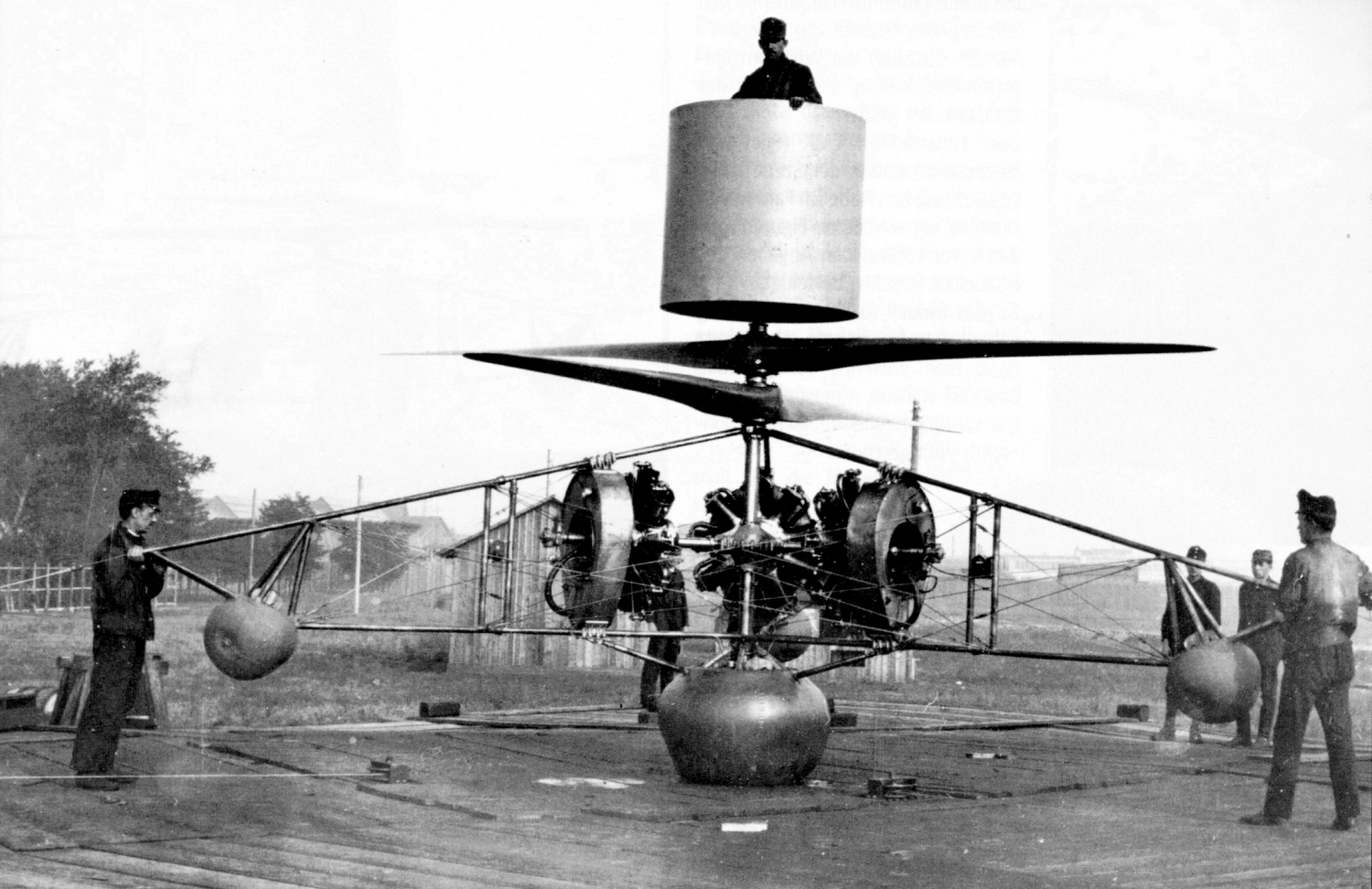
A PKZ–2 helikopter

A Zsurovecz által tervezett, belső égésű motorokkal meghajtott PKZ–2 1918 júniusában már repült, de személyzet nélkül. A háromszög alakú szerkezetben 3 db 100 LE-s Gnome motor két ellenforgó légcsavart hajtott meg. A motorokat hamarosan lecserélték 3 db 120 LE-s Le Thone motorra és a kísérletet megismételték 1918 májusában. Az 1400 kg-os szerkezet 30 percen keresztül lebegett 50 méteres magasságban, megdöntve ezzel minden addigi csúcsot. A rotorok felett megfigyelőkosár volt két személy és egy géppuska részére. 1918 augusztusában a gép 50 méter magasba emelkedett, de oldalhúzás következtében belengett, leesett és összetört.
Az első világháborút követően Asboth az AH típusjelzéssel 1–4-ig sorszámmal jelölt járművek kísérleteibe fogott bele. Több mint tíz évnyi kísérletezés után elkészített egy, a PKZ sorozathoz hasonló elven működő emelőlégcsavaros repülő eszközt, ami kilenchengeres, 120 lóerős motorjával helyből, merőlegesen fel tudott emelkedni. Először 1928. szeptember 9-én Hosszú István pilóta irányításával emelkedett magasba. A kísérlet sikerült, és – Asboth saját visszaemlékezései szerint – még 95 eredményes, 30-50 méter magasságot elérő repülést tudtak végrehajtani. Ezek a repülő eszközök azonban nem voltak alkalmasak a későbbi helikopterekre jellemző stabil, önálló repülésre, sem egy helyben való függeszkedésre.
1938-ban „szélmalom-repülőgépének” elővételi jogát a brit légügyi minisztérium megvásárolta tőle 875 fontért.[forrás?]

## Ellentmondások munkásságában
Asboth Oszkár helikopterkísérleteinek eredményeit sokan az általa 1956-ban megírt Az első helikopter című könyvéből ismerték meg. Ez a könyv és önmenedzselési képessége tette a későbbiek során híressé nevét. Az ott leírtakat célszerű kritikusan szemlélni, mivel hajlamos volt eltúlozni eredményeit és karrierjének elősegítése érdekében a valóságot szebbé tenni. Asboth munkásságát elsők között 1978-ban Rotter Lajos repülőgép-konstruktőr és pilóta kritizálta. Szerinte Asboth gépét valójában „a földön álló négy ember kötelekkel egyensúlyozta”, a könyvében közölt fotókon pedig a „tartóköteleket retusálással eltüntették”. Egy szaktekintélyekből álló bizottság erre a Repülés című folyóirat 1980. márciusi számában erősített rá, hangsúlyozva, hogy Asboth „megoldásai nélkülözték a műszaki ismereteket, szakképzettséget”, sőt nemcsak a kortárs, de „a korábbi időszakok eredményeit sem vette figyelembe”. Az 1970-es évek végétől megjelenő repüléstörténeti szakmunkák azon az állásponton vannak, hogy Asboth gépei csak arra lehettek alkalmasak, hogy fel és leszálljanak, illetve szélcsendes időben lebegjenek, mivel – ahogy ezt Kármán Tódor már az első világháború alatt kiszámította – a merev légcsavarral repülő forgószárnyas gép instabil. Az 1930-as években megszülető működőképes konstrukciók ezzel szemben csuklós illeszkedésű, egymástól függetlenül billenthető és emelhető forgószárnyakat (lapátokat) alkalmaztak. (Ilyen megoldásra az első szabadalmat a magyar Madzsar József és Barta Miksa adta be Németországban, 1909-ben.) Rotter Lajos gyanúját az Asboth-féle helikoptereknél használt stabilizáló köteleket illetően évtizedekkel később, az Asboth-hagyatékból előkerült eredeti, retusálatlan fényképek igazolták.

## Díjai, elismerései
- A Fédération Aéronautique Internationale Paris kitüntette a Paul Tissandier-diplomával, 1953 A Magyar Repülő Szövetség díszoklevele, 1954  A Gépipari Tudományos Egyesület oklevele, 1955

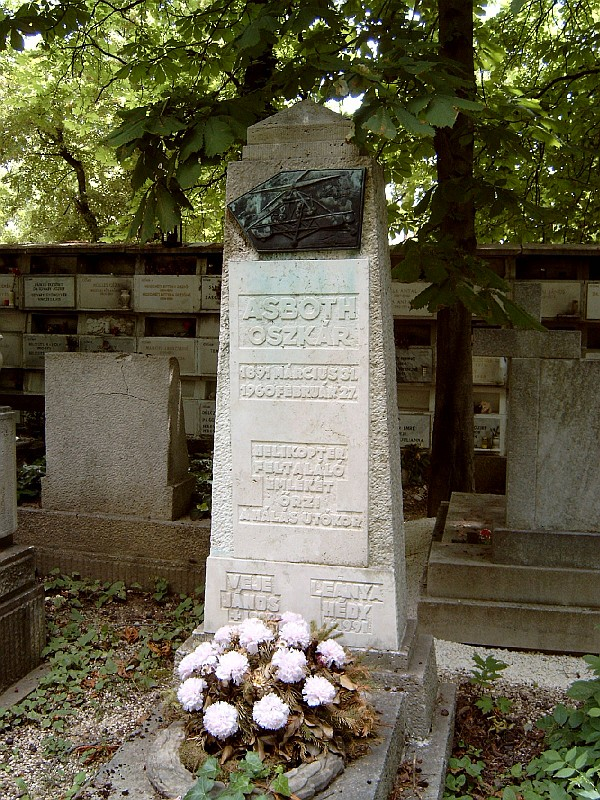
Asboth Oszkár sírja a budapesti Farkasréti temetőben.